# Râul Valea Cailor, Tărlung
Râul Valea Cailor este un curs de apă, afluent al râului Tărlung. 